# Okres Hajdúböszörmény
Okres Hajdúböszörmény (maďarsky Hajdúböszörményi járás) se nachází v Maďarsku v župě Hajdú-Bihar. Jeho správním centrem je město Hajdúböszörmény.

## Sídla
V okrese se nachází 2 města:
- Hajdúböszörmény
- Hajdúdorog